# Inga cinnamomea
Inga cinnamomea är en ärtväxtart som beskrevs av George Bentham. Inga cinnamomea ingår i släktet Inga och familjen ärtväxter. Inga underarter finns listade i Catalogue of Life.